# بيت السلام

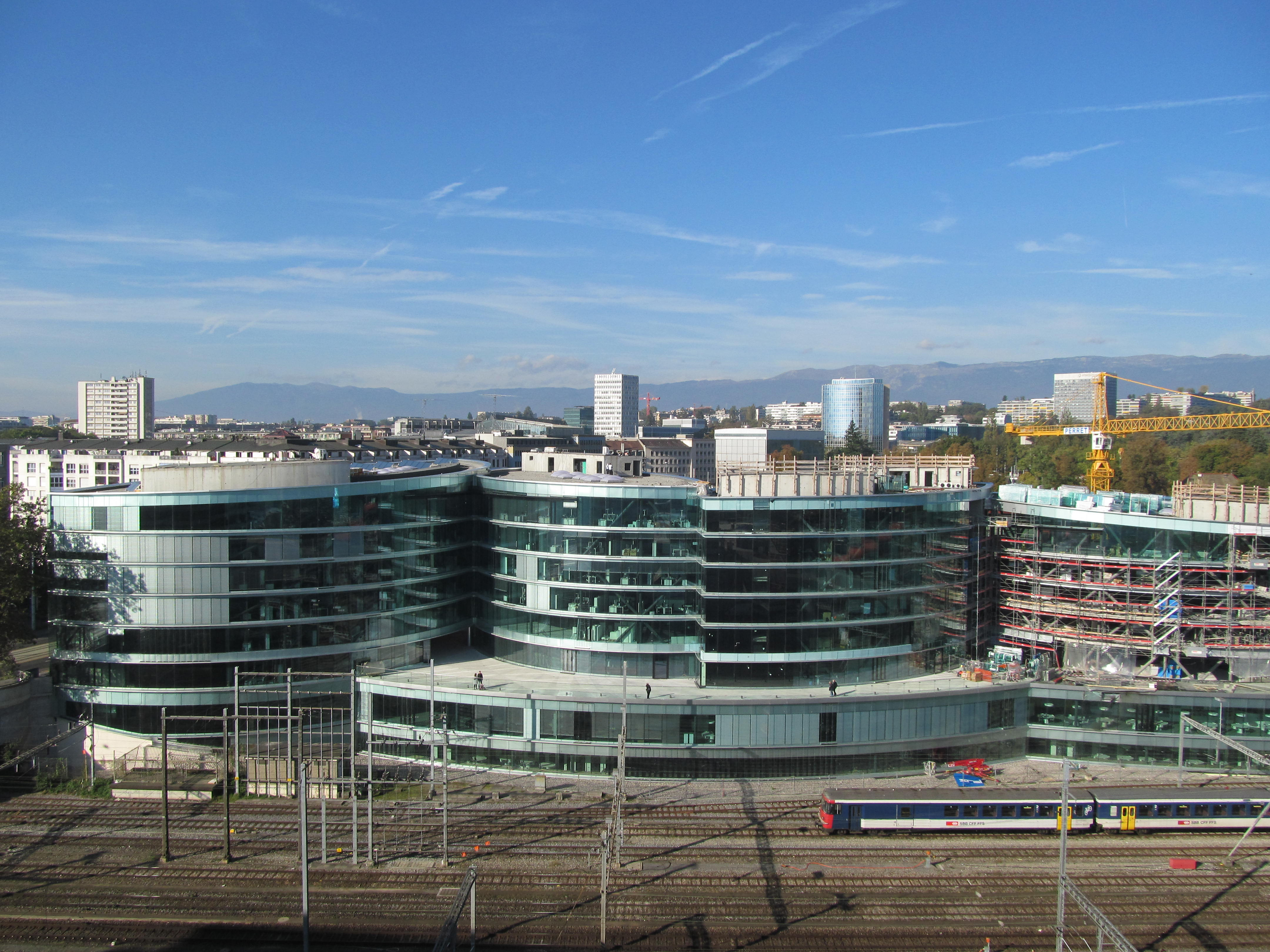
البتلة الأولى والثانية من "بيت السلام"

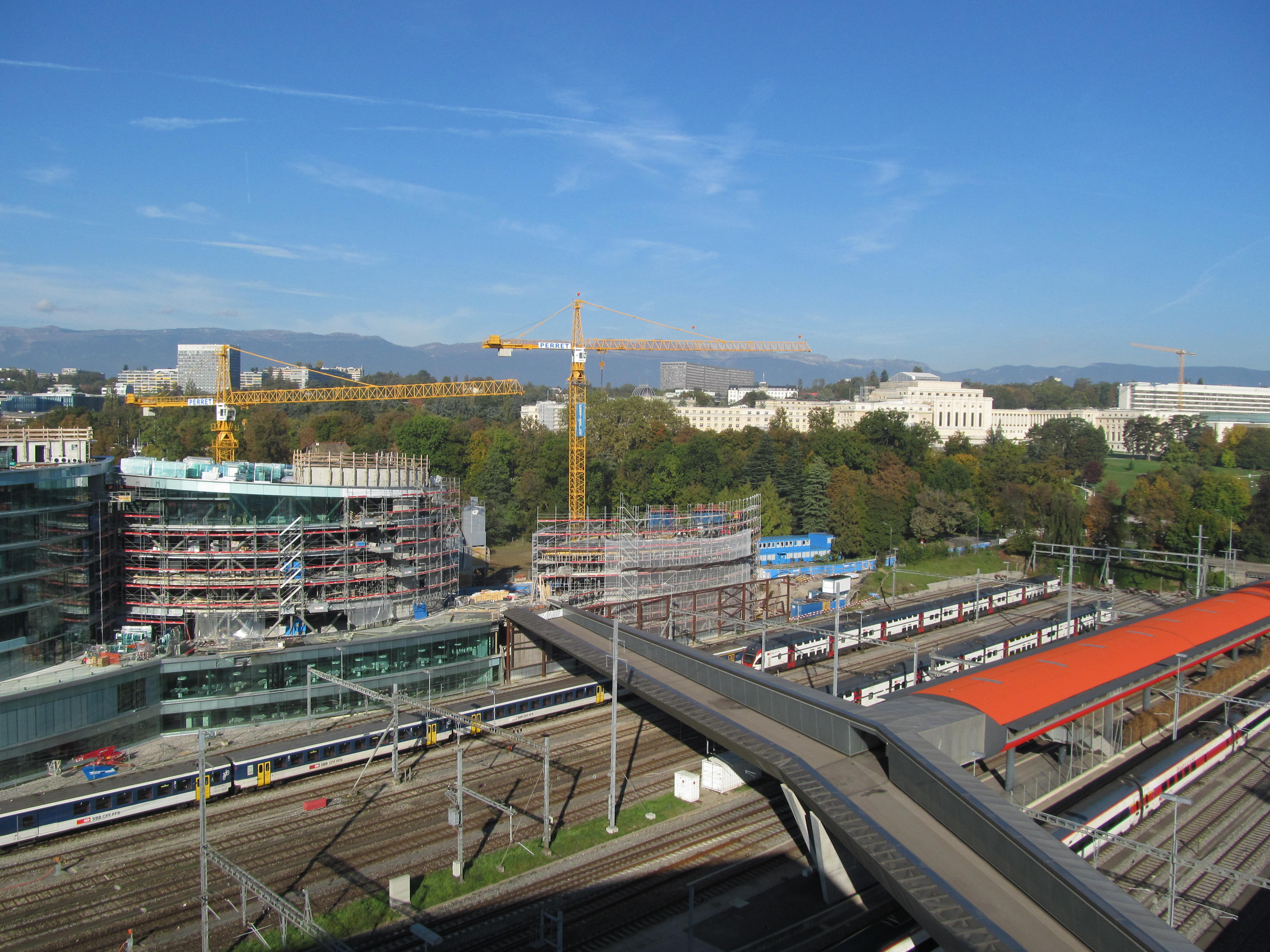
من اليسار إلى اليمين: البتلات الثالثة والرابعة والخامسة والموقع المستقبلي للبتلة السادسة من "بيت السلام" مع "قصر الأمم" في الخلفية.

بيت السلام (Maison de la paix) هو مبنى يملكه المعهد العالي للدراسات الدولية والإنمائية في جنيف في سويسرا.
صمم المبنى المهندس المعماري إريك أوت من شركة IPAS ومقرها في نوشاتيل. والمبنى هو المقر الرئيسي لمعهد الخريجين وتضم مراكز جنيف الثلاثة، والتي تضم مركز جنيف للسياسة الأمنية (GCSP)، ومركز جنيف الدولي لإزالة الألغام للأغراض الإنسانية (GICHD)، ومركز جنيف للرقابة الديمقراطية على القوات المسلحة. (DCAF). وهو المبنى الرئيسي في المنطقة المعروفة باسم Campus de la paix (وتعني حرفيًا: حرم السلام).

## التصميم
بنى المبنى على شكل سلسلة من الأقسام المترابطة. عند رؤيته من الأعلى، فإن كل قسم يشبه بتلة زهرة. وهكذا، يُعرف كل قسم من المبنى باسم «بتلة» مرقمة. يتكون المشروع المكتمل من ست بتلات، وتضم البتلات الأولى والثانية الأنشطة الرئيسية لمعهد الدراسات العليا والبتلات من ثلاثة إلى ستة تضم مراكز جنيف الثلاثة، وكلها مدعومة من قبل الاتحاد السويسري كمؤسسات دولية.  
يتيح تصميم البتلة أقصى استخدام للضوء داخل المبنى. ويستخدم الضوء الطبيعي لإضاءة وتدفئة المبنى. تحتوي البتلات من واحد إلى ثلاثة على ردهات كبيرة ومفتوحة تستخدم المناور «لسحب» ضوء الشمس من السقف عبر مركز كل بتلة. وتجعل هذه الميزات المبنى واحدا من أكثر المباني صداقة للبيئة في منطقة روماندي وقت بنائه.

## معهد الدراسات العليا في بيت السلام

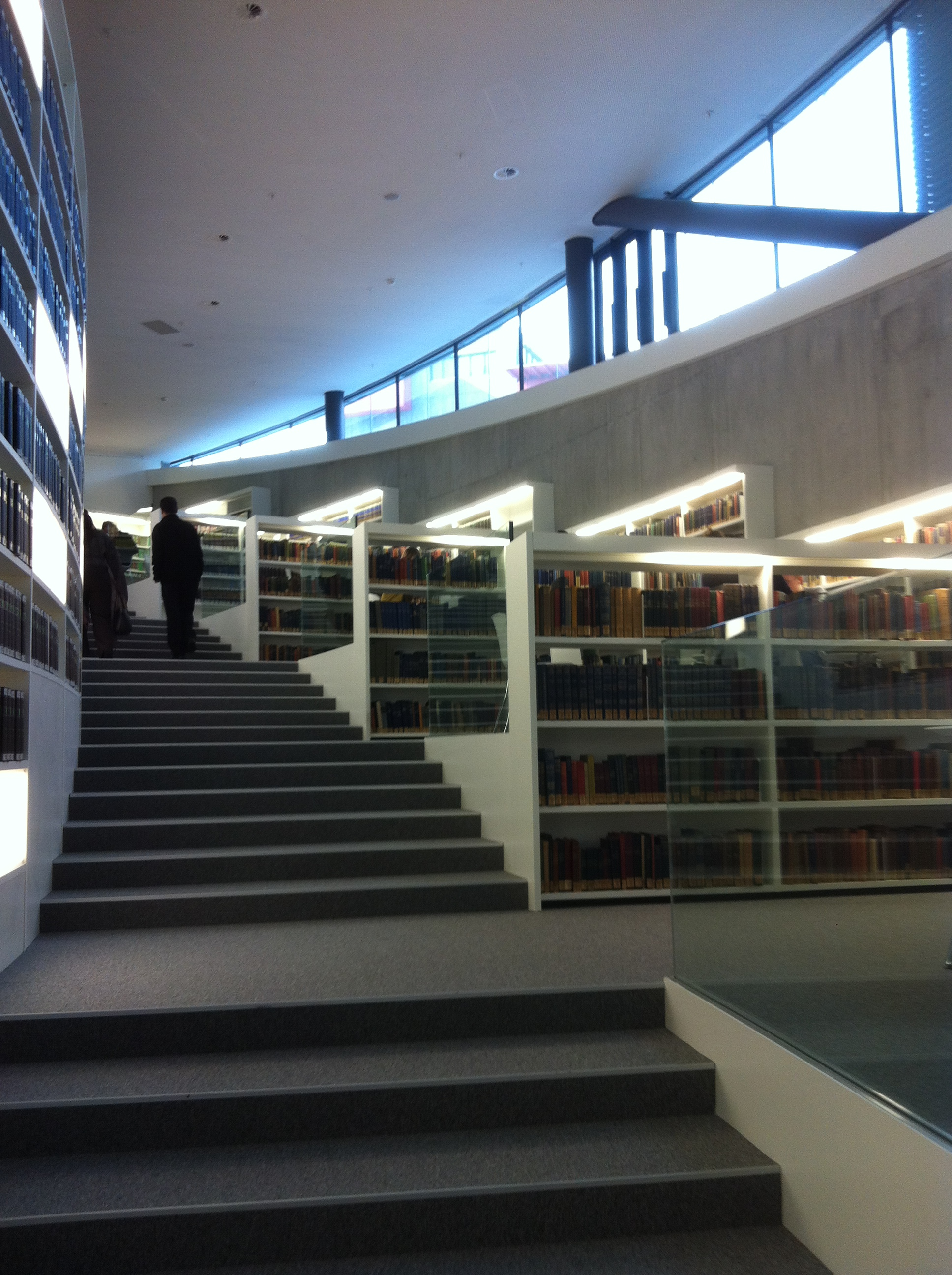
مكتبة ديفيس

تم تدشين أول بتلتين في سبتمبر 2013 بمحاضرة ألقاها الأمين العام السابق للأمم المتحدة كوفي عنان، أحد أشهر خريجي المعهد. بدأت الدراسة في فصول معهد الدراسات العليا في نفس الوقت في بيت السلام.
يضم بيت السلام برامج دراسية ضمن دورات برنامج الماجستير والدكتوراه في معهد الدراسات العليا بالإضافة إلى مساحة مكتبية لأساتذتها وإدارتها.
ويوجد في مبنى «بيت السلام» مكتبة ديفيس، التي سميت على اسم إحدى خريجات المعهد كاثرين واسرمان ديفيس وزوجها شيلبي كولوم ديفيس. وتحتوي المكتبة المكتبة 350.000 مجلدًا مخصصًا لمجالات دراسة معهد الدراسات العليا في الدراسات الدولية والتنموية.

## مراكز جنيف الثلاثة
يتواجد في المباني (البتلات) من ثلاثة إلى ستة المراكز التالية التي تعمل في سياسة الأمن والسلم الدوليين:
- مركز جنيف للسياسة الأمنية (GCSP)
- مركز جنيف الدولي لإزالة الألغام للأغراض الإنسانية (GICHD) بما في ذلك برنامج النوع الاجتماعي ومكافحة الألغام (GMAP)
- مركز جنيف للرقابة الديمقراطية على القوات المسلحة (DCAF)

## روابط خارجية
- Le Conseil fédéral et le Conseil d'Etat genevois présentent la nouvelle enterprise (IHEID) moteur du Pôle académique en études internationales (بيان صحفي للحكومة السويسرية)
- Un pôle académique pour la Genève internationale نسخة محفوظة 14 أكتوبر 2008 على موقع واي باك مشين. (Swissinfo.org)
- Bund beteiligt sich an Genfer Hochschulinstitut (SF، Swiss Television)